# Jared Hughes
William Jared Hughes (né le 4 juillet 1985 à Stamford, Connecticut, États-Unis) est un ancien lanceur de relève droitier de la Ligue majeure de baseball.

## Carrière

### Pirates de Pittsburgh
Jared Hughes est repêché au 16e tour de sélection par les Devil Rays de Tampa Bay en 2003 mais ne signe pas avec le club et s'engage plutôt avec l'équipe de l'Université d'État de Californie à Long Beach. Il est par la suite choisi en quatrième ronde par les 
Pirates de Pittsburgh en 2006 et, cette fois, signe avec le club et amorce la même année sa carrière en ligues mineures.
Hughes fait ses débuts dans le baseball majeur avec les Pirates le 7 septembre 2011 comme lanceur de relève.
En 2012, il effectue 66 sorties comme releveur pour Pittsburgh et maintient une excellente moyenne de points mérités de 2,85 en 75 manches et deux tiers lancées. Il réalise de plus deux sauvetages.
Marquée par maux de bras, sa saison 2013 est difficile : sa moyenne de points mérités s'élève à 4,78 en 32 manches lancées pour les Pirates et les frappeurs adverses maintiennent une moyenne au bâton de ,291 contre lui. Mais le droitier répond à cette guigne de deuxième année avec une saison 2014 encore meilleure que son année recrue : appelé au monticule à 63 reprises par les Pirates, il abaisse sa moyenne de points mérités à seulement 1,96 en 64 manches et un tiers de travail, et remporte 7 victoires contre 5 défaites.
Il connaît sa meilleure saison avec une moyenne de points mérités de 1,96 en 64 manches et un tiers lancées pour les Pirates en 2014 et enchaîne avec une autre excellente année en 2015, où sa moyenne se chiffre à 2,28 en 67 manches de travail.
Il maintient une moyenne de points mérités de 3,03 en 59 manches et un tiers en 2016 à sa dernière année à Pittsburgh.

### Brewers de Milwaukee
Libéré de son contrat par Pittsburgh lors de l'entraînement de printemps suivant, Hughes rejoint les Brewers de Milwaukee et leur offre une moyenne de points mérités de 3,02 en 59 manches et deux tiers lancées en 2017.

### Reds de Cincinnati
Devenu agent libre, il rejoint les Reds de Cincinnati le 26 décembre 2017.